# Коронак (Саскачеван)
Коронак (енгл. Coronach) је малена варош у крајњем јужном делу канадске провинције Саскачеван. Налази се на раскрсници аутопутева 18 и 36 на свега око 10 км северно од државне границе према америчкој савезној држави Монтана. Најближи већи град је Мус Џо који се налази око 140 км северније.
У близини насеља налази се велика термоелектрана Поплар Ривер.

## Историја
Први стални досељеници населили су се у овом подручју између 1908. и 1914. године, а само насеље основала је управа Канадске пацифичке железнице 1926. године. Насеље је добило име по коњском грлу Коронак које је те године однело убедљиву понеду на традиционалним коњским тркама Епсон дерби у Енглеској.
Већ 1928. насеље је административно уређено као село. До интензивнијег развоја заједнице долази након појачане експлоатације угља током 70их година прошлог века и отварања велике термоелектране у близини.

## Демографија
Према резултатима пописа становништва из 2011. у варошици је живело 711 становника у 373 домаћинства, што је за 7,7% мање у односу на 770 житеља колико је регистровано 
приликом пописа 2006. године.
| 2011. |
| ----- |
| 711   |

## Термоелектрана Поплар Ривер
Термоелектрана Поплар Ривер се налази у близини насеља и у власништву је енергетске компаније SaskPower. Као погонско гориво у производњи електричне енергије користи се лигнит који се вади у рудницима у близини саме електране. Радови на електрани започели су у јесен 1974, а у пуном погону електрана је од 1981. године. Укупни капацитети постројења су 532 MW.